# Ectoedemia degeeri
Ectoedemia degeeri là một loài bướm đêm thuộc họ Nepticulidae. Nó là loài duy nhất được tìm thấy ở Thổ Nhĩ Kỳ.
Sải cánh dài 4.1-5.2 mm.

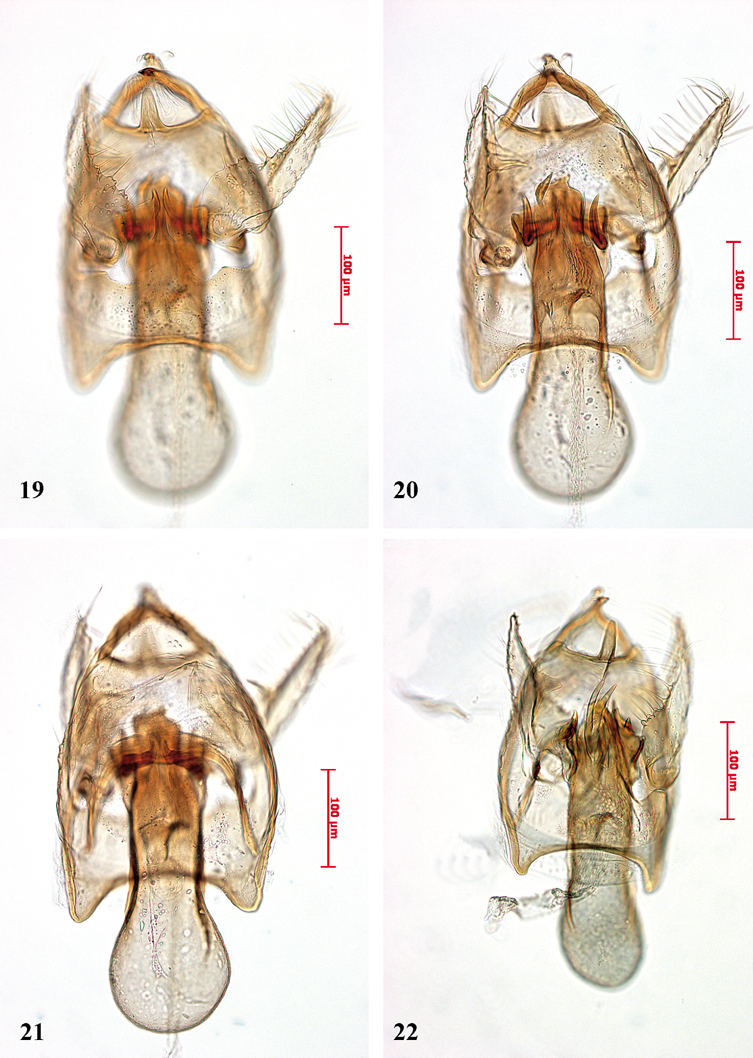
Male genitalia